# Николай Шулпинов
Николай Семьонович Шулпинов (на руски: Николай Семёнович Шулпинов (Шульпинов)) е руски живописец, пейзажист, член на организацията на Передвижниците.

## Детство
Николай Шулпинов е роден на 27 ноември / 9 декември 1885 г. в град Весегонск, Тверска губерния. Произхожда от дворянски род. Получава първоначалното си художествено образование в Казанското художествено училище, както болшинството алтайски художници през XX век. Учи едновременно в 2 класа – по живопис и по скулптура, под ръководството на живописеца Христофор Скорняков, скулптора Прокопий Дзюбанов и Николай Фешин.
През 1911 г., по решение на педагогическия съвет на Казанското художествено училище, получава правото да постъпи в Московското училище за живопис, скулптура и архитектура, което завършва през 1915 г. Получава званието художник І степен и право на стипендия за специализация зад граница.

## Младост
През 1912 г. става член на Художествено-артистичната асоциация, а през 1916 – и на организацията на Передвижниците. Шулпинов е пивлечен от импресионизма и има голям успех на столичните изложби. Пресата даже нарича произведенията му „украшенията на 45-а изложба на Передвижниците“.
Дарованието на художника е високо оценено и от сибиряците. При пристигането му в Сибир мощта и силата на природата силно го впечатляват, а въздействието ѝ бързо се претворява в темпераментни живописни платна. В тях явно се откроява присъщия му стремеж към декоративност на цветовите и композиционни решения. Въпреки недьлгото му пребиваване в Сибир, Шулпинов приема себе си като представител на Сибирския стил.
През 1917 г., заедно с Василий Попатенко и Я.А. Башилов, випускници от Московското училище за живопис, скулптура и архитектура, учредяват организацията „Общество на завършилите МУЖСА“, по-късно преименувана на Общество на художниците от Московската школа“. В него се обединяват над 60 художника.

## Република Алтай
През 1917 г. художникът пристига първо в Бийск, а след това и в Горен Алтай. Алтай дотолкова привлича художника, че през март 1918 г. той се заселва в град Улала, днес Горно-Алтайск. Бързо се включва в обществения живот, участва като инструктор в Барнаулската секция по охрана на историческите паметници и преподава в гимназията. Той става един от основателите на първото художествено обединение в Алтай – Алтайското художествено общество.
Продължава активно да се занимава с живопис и в градския музей се пази единстевното платно, останало в града – „Планински пейзаж“ (1910). В него оригинално се преплитат архаичното възприятие на духа на сибирската природа и традициите на постимпресионизма. В наши дни в Държавния художествен музей на Алтайския край са изложени още 3 негови платна – „Интериор“, „Пролет в планината“ и „Заимка. Паспаул“.
Николай Шулпинов умира на 7 август 1921 г. в Томск, едва на 35-годишна възраст.
На 25 декември 1924 г. в Москва е организирана изложба на Общесвото на художниците от Московската школа, в която участват 37 художника с 315 творби. В нея е включена и посмъртна експозиция от 70 произведения на Николай Шулпинов.
През октомври 2009 г. в Държавния художествен музей на Алтайския край е открита изложбата „В търсене на сибирския стил“ с картини на Николай Шулпинов. След смъртта му, голяма част от работите на художника са загубени.
- Пролет в планината
- Заимка. Паспаул
- Интериор
- Зимен етюд